# Vincenzo Romano Salvia
Vincenzo Romano Salvia (Salerno, 21 aprile 1935 – Roma, 30 maggio 2019) è stato un pittore italiano.

## Le origini
Figlio di Carlo, commerciante di abbigliamento, e Filomena Lamberti. Sin da giovanissimo è attratto dalla pittura, nel 1945,  a soli 10 anni si dilettava a riprodurre dipinti antichi. Nel 1952 scopre la pittura impressionista e sotto la guida del pittore e professore di disegno, Mario Galderisi, inizia a dipingere paesaggi dal vero nel salernitano.
Conseguito il diploma, nel 1953 viene ammesso alla Scuola del Nudo alla Accademia di Belle Arti di Napoli .Tra i suoi Maestri figurano il pittore Manlio Giarrizzo,  il Prof. Ferdinando Bologna, con il quale studia Storia dell'Arte e soprattutto il pittore Emilio Notte, titolare del corso di Pittura e che Salvia frequenterà assiduamente anche negli anni successivi. L'ultimo loro incontro risale al 30 dicembre 1977, in occasione di una antologica di Emilio Notte, a Palazzo Reale a Napoli.
I suoi primi lavori sono orientati dalla cultura post-cubista, successivamente esegue disegni e dipinti animati da un forte realismo sociale, come quando viene a contatto con il mondo contadino nel Cilento, anche incoraggiato dai poeti Vincenzo Caldarelli ed Alfonso Gatto che in quegli anni frequentava. A Eboli e Salerno, vengono esposti alcuni lavori del Cilento. Carlo Levi, per l'occasione, gli invia un commovente telegramma "per la comunione di episodi",  riferendosi ai fatti narrati dallo scrittore in "Cristo si è fermato a Eboli"

## In Francia, incontro con Zoran Music e Antonio Corpora
Nel 1958, si reca in Francia, a Fontainebleau,  a Moret-sur-Loing e a Parigi. Qui frequenta e stringe amicizia con diversi pittori, tra i quali Zoran Music e Antonio Corpora, che si ritrovavano spesso con Gildo Caputo, che in quegli anni era anche il direttore della Galerie de France. La frequentazione di Corpora e Music, consente a Salvia di assimilare gli stili artistici di quegli anni.

## A Torino, allievo di Enrico Paolucci e Felice Casorati
Nel 1960 torna in Italia e si stabilisce a Torino, dove si iscrive a un corso di specializzazione all'Accademia Albertina. Sarà allievo di Enrico Paolucci e Felice Casorati. Sempre a Torino conosce Franz Kline e sperimenta in questo contesto l'arte gestuale.

## In Libia, insegnante a Tripoli
Vince il concorso per insegnamento nelle scuole italiane all’estero e viene chiamato al Liceo Italiano di Tripoli, in Libia dove resta per tre anni. In questo periodo continua le esperienze precedenti con tecniche a smalto e tempera su grandi formati. Realizza numerose opere che ritraggono popolazione e scorci della città africana. Si svolgono due mostre personali dove l'Ambasciata d'Italia e il Banco di Napoli acquisteranno alcune delle opere esposte. La Sahara Bank di Tripoli gli commissiona un grande bassorilievo che verrà realizzato con la tecnica a sbalzo. Progetta il padiglione siriano e pannelli decorativi alla Fiera Internazionale di Tripoli. Nel 1965, in prossimità della nascita del figlio, abbandona la cattedra e torna in Francia, a Fontainebleau, città della moglie Jacqueline Fontana e dopo qualche tempo la famiglia torna a Salerno.

## Trasferimento a Roma e incontro con Filiberto Menna e Claudio Strinati
Nel 1965 lo storico dell'arte Filiberto Menna convince Salvia a stabilirsi a Roma e lo introduce nella vita artistica romana attraverso incontri culturali che Menna organizzava in un locale vicino al Teatro Olimpico nel quartiere Flaminio. Successivamente, frequenterà  anche il salotto letterario di una nobildonna romana, nei pressi di Via del Corso, dove Claudio Strinati conduceva gli incontri.

## I primi anni a Roma
Nonostante l'ottimo inserimento di Salvia nel contesto culturale e mondano della città, la vendita delle sue opere non risultava facile. La maggior parte dei galleristi romani infatti, in quegli anni preferiva andare sul sicuro proponendo ai loro clienti opere classiche dei Maestri di inizio novecento, più facilmente vendibili. Erano ancora pochi quelli che avevano l'audacia e la lungimiranza di proporre opere di esponenti dell’arte contemporanea.
Ma un giorno, in una galleria di Via Margutta, avviene l’incontro con un facoltoso professionista e collezionista d’arte che mise sotto contratto Salvia commissionandogli la realizzazione di opere da consegnare periodicamente. La collaborazione durò circa tre anni. L'imprenditore, non era un mercante d'arte, ma un vero appassionato. Non si limitava soltanto all'acquisto delle opere per sé, ma anche a proporle ai suoi amici un po' ovunque. I quadri di Salvia finalmente cominciavano a circolare al di fuori del circuito un po' chiuso e tradizionalista delle principali gallerie di Roma.
Nel frattempo, in qualità di professore di disegno,  Salvia, è chiamato a insegnare al liceo Pasteur di Roma.
Nel 1970, il critico Italo Mussa, favorì l’inserimento di Salvia nel prestigioso Catalogo Bolaffi.
Nei primi cinque anni a Roma,  sono state numerose le esposizioni, e molti i premi ricevuti.

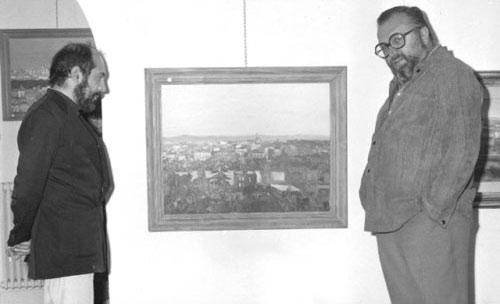
Sergio Leone e Vincenzo Romano Salvia, Roma 1971

## I "Paesaggi Romani" e l'incontro con Sergio Leone
Nel 1970 comincia a dipingere il paesaggio romano, dal vero. In particolare una serie di vedute dal Gianicolo, del Tevere, del quartiere Monte Mario dove ha vissuto fino alla sua scomparsa.
In una esposizione dei “Paesaggi Romani”, avviene l’incontro con il regista Sergio Leone.
Salvia ricorda un aneddoto curioso e divertente. Invitato nella casa del regista nel quartiere Eur, i due passarono un lungo pomeriggio conversando amabilmente non solo d’arte ma anche della Campania, poiché il regista, anche se nativo di Roma, era di padre Avellinese. Ad un certo punto della giornata, Il regista dovendo uscire aveva necessità di cambiarsi e cercava dei particolari pantaloni che risultavano introvabili. Il fatto spazientì a tal punto Leone che esplose in un battibecco domestico, incurante della presenza di Salvia che rimase divertito e sorpreso nell'assistere alla scenetta.
Leone rimase molto colpito da alcuni lavori di Salvia, in particolare da alcune Nature Morte, e ne acquistò diverse.

## Ravello, la costiera, Gore Vidal e James Taylor
Dai primi anni ottanta, ritorna periodicamente a Ravello per raccogliere impressioni sul paesaggio della costiera che girerà in lungo e largo, dipingendola sempre dal vero. Una importante antologica risale al 1986 alla Cappella Gentilizia di Villa Rufolo. È stato ospite di Gore Vidal, nella sua “Rondinaia” una incantevole costruzione a picco sul mare, con vista mozzafiato della Costiera Amalfitana. Meta di importanti feste e incontri dello Star System internazionale. Vidal la visitò per la prima volta in compagnia del suo amico Tennessee Williams nel 1948.
Nella sua permanenza a la Rondinaia, Salvia eseguì un ritratto a Vidal.
Sempre, a Ravello, Il cantautore Statunitense James Taylor, in visita a una mostra personale di Salvia, si innamora della collezione e acquista quasi tutte le opere esposte, che verranno spedite negli USA al termine della mostra.

## L'incontro con Federico Fellini
A Roma, alla Galleria Antiqua in via Gregoriana,  nel 1989 alla mostra sui Paesaggi Romani, è presente Federico Fellini, che fa omaggio a Salvia di un disegno, che il regista realizza seduta stante sul libro degli ospiti. Salvia rivela cosa si nasconde dietro il disegno del Maestro riminese. La galleria, in un angolo in disparte, consentiva a una cartomante, amica del gallerista, di esercitare la propria attività divinatoria. Federico Fellini era un assiduo frequentatore della cartomante, e nel disegno realizzato è raffigurato proprio il volto della donna, che tiene stretto nel pugno lo stesso Fellini: un fumetto fa recitare a Fellini :”Aiuto!..ma non voglio essere liberato”. Il regista era notoriamente appassionato di tematiche esoteriche e psicologiche.

## Anni recenti e oggi
Negli ultimi anni Salvia, ha dipinto paesaggi della Francia (Fontainebleau, Moret-sur-Loing), della Baviera (Landshut) della Sicilia (La Bella Ibla - Ragusa) e naturalmente paesaggi romani, arricchiti da nuove vedute e prospettive.
Con l'avanzare dell'età,  ha scelto di allontanarsi dalle fatiche e tensioni che l'allestimento di una mostra comporterebbe, specialmente se lontano da Roma, non rinunciando però a dipingere nella tranquillità del suo studio a Monte Mario, pervaso dagli odori di pittura a olio, del caffè sempre pronto per gli ospiti e del sigaro Toscano, sempre acceso.  
Dopo una lunga malattia Vincenzo Romano Salvia muore la mattina del 30 maggio 2019, nella sua abitazione di Roma.

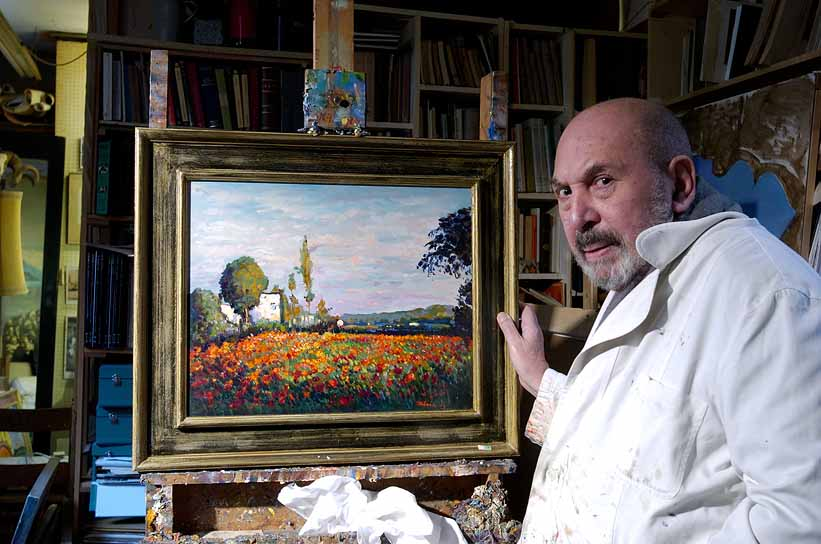
Vincenzo Romano Salvia, nel suo studio, Roma 2005